# Костел Воздвиження Святого Хреста (Берегове)
Берегівський костел Воздвиження Святого Хреста — парафіяльний католицький храм у центрі Берегова, який вважається однією з найстаріших кам'яних будівель Закарпаття, пам'ятка архітектури національного значення (№ 173).

## Архітектура
Масивна, складена з цегли й обтинькована тринавова базиліка, перекрита хрещатими склепіннями, має великі хори. Велична споруда загального типу розділена шістьма колонами на нави. Стіни, що нагадують про їхнє середньовічне оборонне призначення, додатково оточені 14-ма кам'яними контрфорсами. Костел зберіг відбитки перехідного етапу від романського до готичного стилю, але на відміну від більшості середньовічних мурованих споруд Закарпаття фасади цього храму рясно декоровані. Парадний фасад, поділений чотирма півколонами, прикрашений орнаментом. Північний портал зберіг романський скульптурний декор і відрізняється давніми вмурованими капітелями, прикрашеними стилізованими головою людини і лежачого лева. Південний, багатше декорований, портал вирізняють чотири більші та два маленькі валики, а його архітектурно-художнє рішення, на думку фахівців, відбиває вплив готичних споруд Східної Словаччини.
Головний вівтар виконано в стилі барочної готики. Цікавим елементом храму став сонячний годинник — у вигляді дуги із римськими числами, який показує середньоєвропейський час.

## Історія
Костел Воздвиження Святого Хреста побудували в 1100 році, як свідчить дата, яка висічена на одному з віконних прорізів. Зведений у романському стилі, храм був знищений татарами у 1241 році і заново відбудований у 1418 році. Воздвиженський костел у Берегові вперше згаданий у 1247 році
У 1519 році костел отримав статус собору. У 1565 році споруда костелу зазнала чималої шкоди від угорських протестантів, а у 1657 році, костьол був практично зруйнований польськими військами за часів війни трансільванського князя Дьордя Ракоці II за польський престол. 17 липня польські війська князя Єжи Себастьяна Любомирського увійшли у беззахисне місто, населення якого сховалося в соборі. Вояки обклали церкву хмизом і підпалили. Практично всі загинули. На чорній від диму стіні жорстокий князь наказав написати латиною «Vicem pro vice reddo tibi, bone vicine!» («Око за око, я віддав свій борг, добрий сусіде!»).
Невдовзі відремонтований храм постраждав удруге. У 1686 році він став ареною боїв між австрійськими військами та повстанцями, очолюваними знаменитою Ілоною Зріні. Куруци (учасники антигабсбурзької боротьби в Угорщині), зробивши вилазку з обложеного Мукачівського замку до Берегово, оточили габсбурзьких військових, які намагалися заховатися за стінами храму, підпалили багаттям із розібраних дерев'яних хат. Загинули не лише солдати, пожежа охопила все місто, а в церкві провалився дах, потріскалися стіни. Після тих страшних років костел стояв у руїнах понад півтора століття. Його кілька разів намагалися відновити, та бракувало грошей і згоди на те, який вигляд має бути у відродженого храму.
Реконструкція почалась у 1839 році. Будівельні роботи були сплачені графом Шенборном (за кошти, отримані з тяжких податків місцевого населення). Тоді над багатоярусною квадратною в плані вежею-дзвіницею з годинниковими циферблатами на всі сторони світу надбудували ще один — восьмигранний ярус із високим шатровим верхом, оперезаний широким просторим оглядово-спостережним майданчиком (тобто виконував функції дозорчої вежі), а до південного фасаду костелу прибудували нову каплицю. 1 листопада 1846 року собор освятили на честь Воздвиження Чесного (Святого) Хреста. Архітектор Альбін Тишлер, який керував роботами, надав храму готичних форм, як і бажали мешканці. Утім, фахівці відзначають у деяких деталях наявність елементів романського стилю. Із зруйнованого любомирськими рейтарами храму в Мужієвому до берегівського був перенесений портал (вхід), що знаходиться між ризницею та святилищем. У 1899 році храм збагатився органом, створеним будапештською фірмою братів Рігерів.
В 1900 році відбулася ще одна реконструкція, що вважається досить невдалою.
У 2002 році проведено зовнішню реконструкцію святині. На стіні будівлі встановлено меморіальну дошку засновнику міста — князю Ламперту.
Нині парафіяльним костелом Воздвиження Святого (Чесного) Хреста опікуються представники поважного чернечого ордену єзуїтів Мукачівської дієцезії Римсько-католицької церкви в Україні, а настоятелем храму призначено вікарія Антала Міхаелса. Служби проводять угорською мовою.

## Галерея

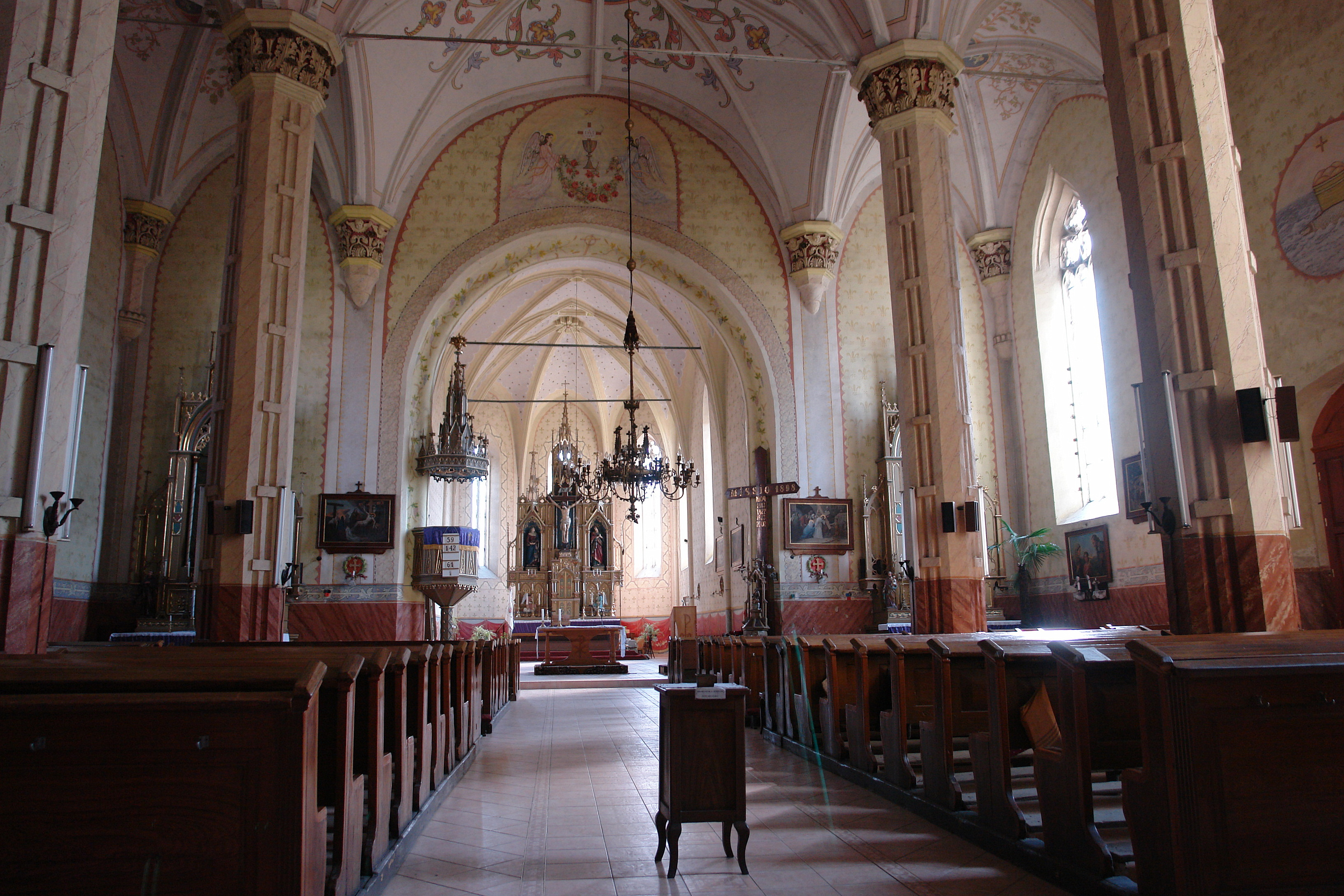
Костел усередині
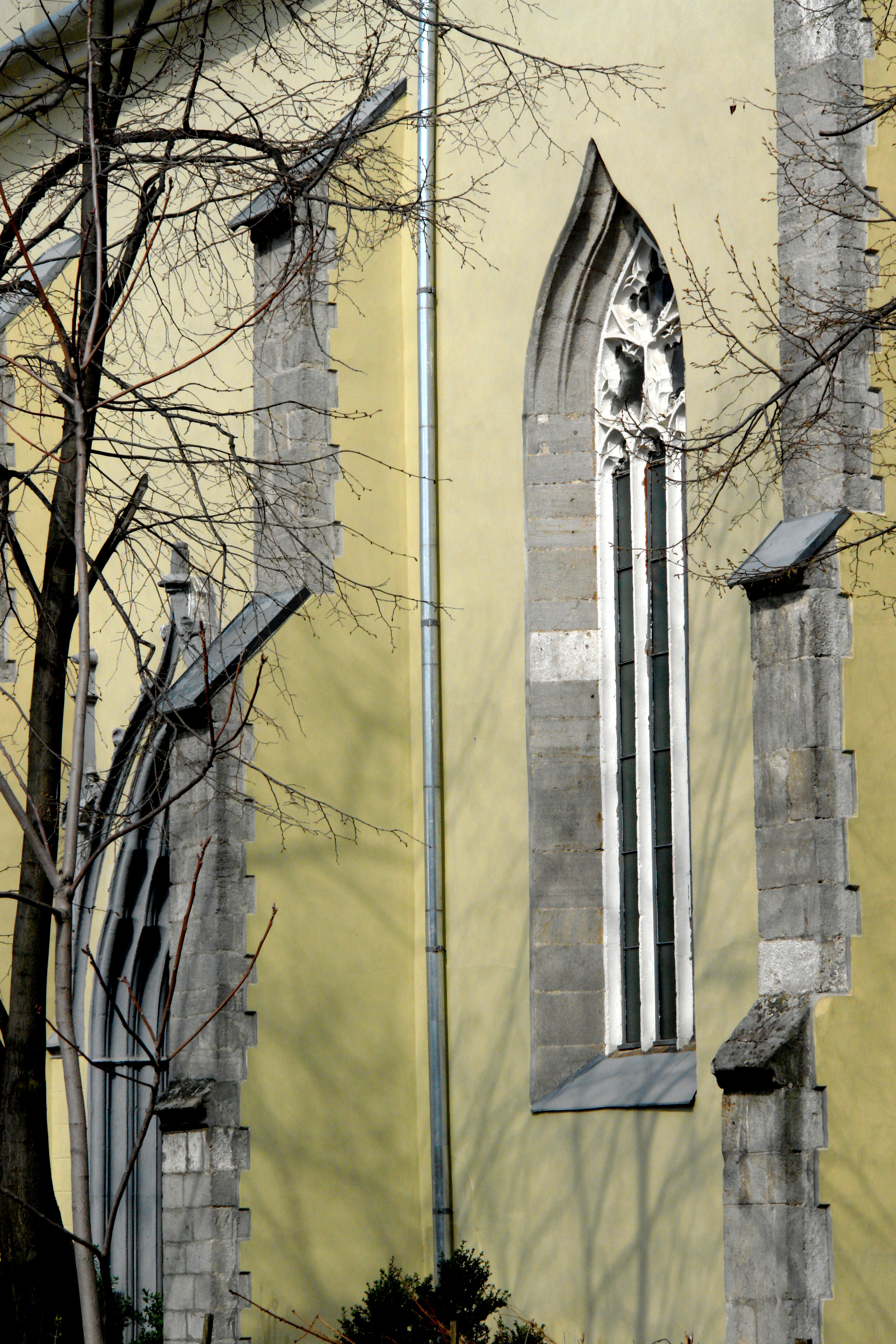
Готичне  вікно
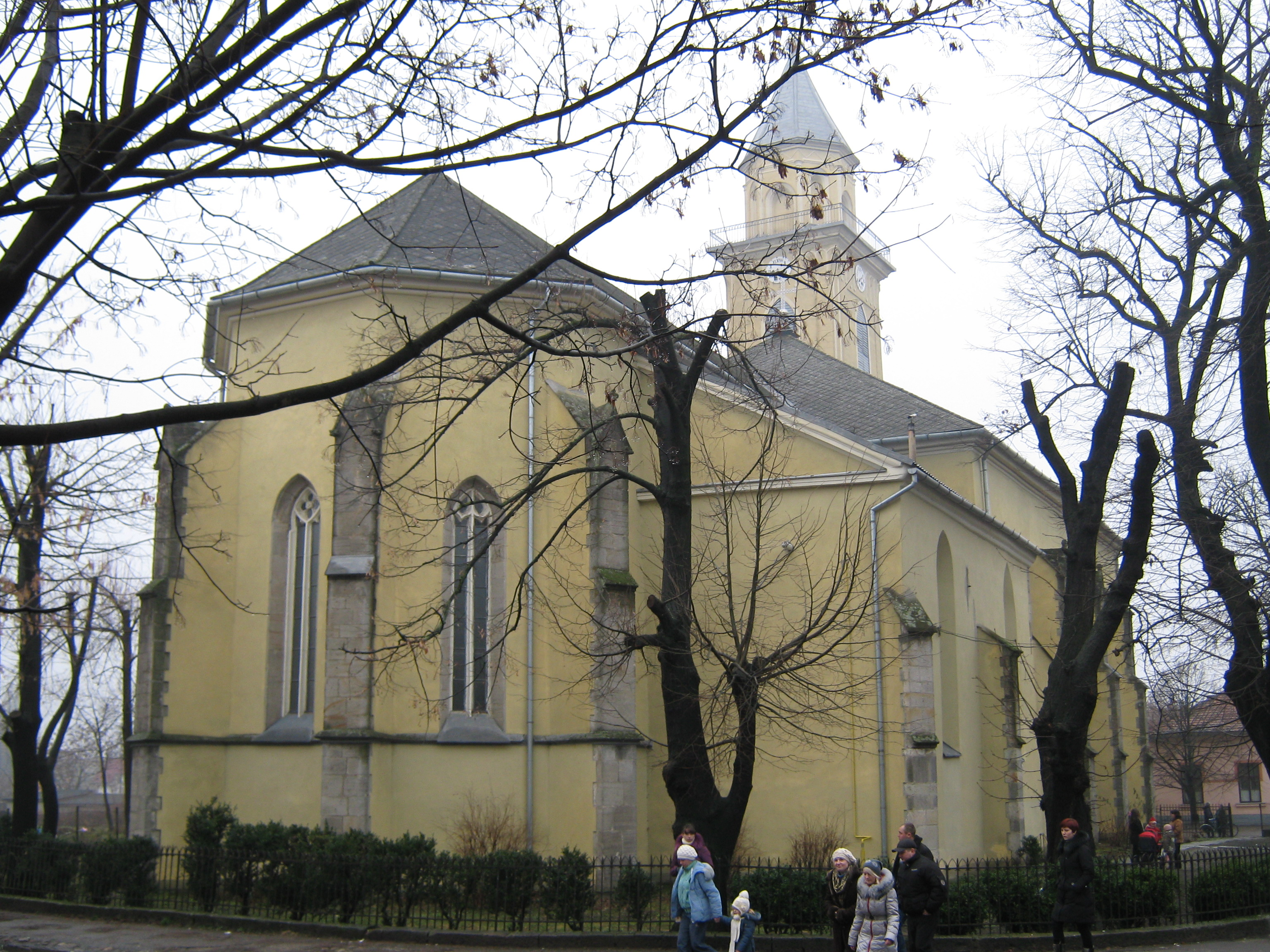